# Sturgeon Bay (Wisconsin)
Sturgeon Bay es una ciudad ubicada en el condado de Door en el estado estadounidense de Wisconsin. En el Censo de 2010 tenía una población de 9.144 habitantes y una densidad poblacional de 302,87 personas por km².

## Geografía
Sturgeon Bay se encuentra ubicada en las coordenadas 44°49′22″N 87°22′11″O / 44.82278, -87.36972. Según la Oficina del Censo de los Estados Unidos, Sturgeon Bay tiene una superficie total de 30.19 km², de la cual 25.44 km² corresponden a tierra firme y (15.74%) 4.75 km² es agua.

## Demografía
Según el censo de 2010, había 9.144 personas residiendo en Sturgeon Bay. La densidad de población era de 302,87 hab./km². De los 9.144 habitantes, Sturgeon Bay estaba compuesto por el 95.11% blancos, el 1.01% eran afroamericanos, el 0.86% eran amerindios, el 0.59% eran asiáticos, el 0.02% eran isleños del Pacífico, el 1.02% eran de otras razas y el 1.39% pertenecían a dos o más razas. Del total de la población el 2.74% eran hispanos o latinos de cualquier raza.

## Aperturas de puentes
| Aperturas de puentes en 2019 por tipo de embarcación             |                                                                  |
| ---------------------------------------------------------------- | ---------------------------------------------------------------- |
| Gráfico no disponible temporalmente debido a problemas técnicos. |                                                                  |
|                                                                  | Gráfico no disponible temporalmente debido a problemas técnicos. |